# JS Baco
Jeunesse Sportive Baco is een voetbalclub uit Koné (Nieuw-Caledonië). De thuiswedstrijden worden in het Stade Yoshida gespeeld, dat plaats biedt aan 1000 toeschouwers. De clubkleuren zijn rood-wit.
De club werd vijf keer kampioen van Nieuw-Caledonië, als winnaar van de play-off tussen de regionale kampioenen. In 2007 werd de club kampioen van de play-off nadat de club als derde eindigde in de Division d’Honneur, de competitie op het hoofdeiland Nieuw-Caledonië (Grande-Terre). Met de laatste titel kwalificeerde de club zich tevens voor de OFC Champions League.
In het seizoen 2009 speelde de club een seizoen een divisie lager in de Promotion d’Honneur Nord.

## Erelijst
Voetbalkampioenschap van Nieuw-Caledonië
1994, 1995, 1997, 2000, 2001, 2007
Beker van Nieuw-Caledonië
1980, 1984, 1987, 1991, 1995

## OFC clubvoetbal
| Seizoen | Competitie           | Ronde | Land                         | Club                | Uitslagen |
| ------- | -------------------- | ----- | ---------------------------- | ------------------- | --------- |
| 2007/08 | OFC Champions League | Voor  | Vlag van Papoea-Nieuw-Guinea | University-Inter FC | 2-0       |
| 2007/08 | OFC Champions League | Voor  | Vlag van Vanuatu             | Tafea FC            | 0-5       |